# Championnat d'Afrique de Scrabble francophone
Le Championnat d'Afrique de Scrabble francophone ou ChampAS réunit les meilleurs scrabbleurs francophones d'Afrique.
C'est à la fois une épreuve individuelle et une compétition entre nations. Les championnats ont été créés en 2016 en agrandissant le FISFAO (Festival international de Scrabble d'Afrique de l'Ouest).

## Les différentes éditions

### 2016 Lomé (Togo)

#### Duplicate Élite
5 parties 
| Rang | Nom                    | Pays          | Score | Podium                | Equipes       |
| ---- | ---------------------- | ------------- | ----- | --------------------- | ------------- |
| 1    | Gueu Mathieu Zingbé    | Côte d'Ivoire | -59   | Podium                | Equipes       |
| 2    | Arona Gaye             | Sénégal       | -101  | Or                    | Or            |
| 3    | François Roland Balog  | Cameroun      | -132  | Or                    | Or            |
| 4    | N'dongo Samba Sylla    | Sénégal       | -136  | Gueu Mathieu Zingbé   | Côte d'Ivoire |
| 5    | Julien Affaton         | Bénin         | -141  | Argent                | Argent        |
| 6    | François Xavier Adjovi | Bénin         | -154  | Argent                | Argent        |
| 7    | Anselme Sohi           | Côte d'Ivoire | -157  | Arona Gaye            | Sénégal       |
| 8    | Abib Alabi             | Côte d'Ivoire | -202  | Bronze                | Bronze        |
| 9    | Oné Eric Ahue          | Côte d'Ivoire | -213  | Bronze                | Bronze        |
| 10   | Christian Kakou Toyo   | Côte d'Ivoire | -215  | François Roland Balog | Bénin         |

#### Classique
17 rondes + Finale
| Rang | Nom                         | Pays          | Score | Podium          | Equipes       |
| ---- | --------------------------- | ------------- | ----- | --------------- | ------------- |
| 1    | Abib Alabi                  | Côte d'Ivoire |       | Podium          | Equipes       |
| 2    | Oné Eric Ahue               | Côte d'Ivoire |       | Or              | Or            |
| 3    | Babacar Mbengue             | Sénégal       |       | Or              | Or            |
| 4    | Emile Agbanglassi           | Bénin         |       | Abib Alabi      | Côte d'Ivoire |
| 5    | François Roland Balog       | Cameroun      |       | Argent          | Argent        |
| 6    | Anselme Sohi                | Côte d'Ivoire |       | Argent          | Argent        |
| 7    | Dolrick Bitegue-Bi-Ondzague | Gabon         |       | Oné Eric Ahue   | Sénégal       |
| 8    | Arnaud Apoutou              | Côte d'Ivoire |       | Bronze          | Bronze        |
| 9    | Abdourahamane Moussa        | Niger         |       | Bronze          | Bronze        |
| 10   | Séri Franck Balou Bi        | Côte d'Ivoire |       | Babacar Mbengue | Bénin         |

#### Blitz
4 parties 
| Rang | Nom                    | Pays          | Score | Podium                 | Equipes       |
| ---- | ---------------------- | ------------- | ----- | ---------------------- | ------------- |
| 1    | Ousmane Dieng          | Sénégal       | -64   | Podium                 | Equipes       |
| 2    | Gueu Mathieu Zingbé    | Côte d'Ivoire | -77   | Or                     | Or            |
| 3    | Patrick Ulrich Seunang | Cameroun      | -96   | Or                     | Or            |
| 4    | N'dongo Samba Sylla    | Sénégal       | -98   | Ousmane Dieng          | Sénégal       |
| 5    | Babacar Mbengue        | Sénégal       | -108  | Argent                 | Argent        |
| 6    | Séri Franck Balou Bi   | Côte d'Ivoire | -125  | Argent                 | Argent        |
| 7    | Abib Alabi             | Côte d'Ivoire | -139  | Gueu Mathieu Zingbé    | Côte d'Ivoire |
| 8    | Alassane Sow           | Sénégal       | -161  | Bronze                 | Bronze        |
| 9    | François Roland Balog  | Cameroun      | -166  | Bronze                 | Bronze        |
| 10   | Thierry Lathro Lath    | Côte d'Ivoire | -166  | Patrick Ulrich Seunang | Bénin         |

#### Paires
4 parties 
| Rang | Noms                  | Noms                         | Pays          | Score | Podium                              |
| ---- | --------------------- | ---------------------------- | ------------- | ----- | ----------------------------------- |
| 1    | N'dongo Samba Sylla   | Ousmane Dieng                | Sénégal       |       | Podium                              |
| 2    | Anselme Sohi          | Yao Luc Koffi                | Côte d'Ivoire |       | Or                                  |
| 3    | Arona Gaye            | Babacar Mbengue              | Sénégal       |       | Or                                  |
| 4    | Gueu Mathieu Zingbé   | N'dri Marin Konan            | Côte d'Ivoire |       | Ousmane Dieng - N'dongo Samba Sylla |
| 5    | Alassane Sow          | Babacar Ndiaye               | Sénégal       |       | Argent                              |
| 6    | Séri Franck Balou Bi  | Daniel Adou                  | Côte d'Ivoire |       | Argent                              |
| 7    | François Roland Balog | Patrick Ulrich Seunang       | Cameroun      |       | Anselme Sohi - Yao Luc Koffi        |
| 8    | Emile Agbanglassi     | Ayodele Hervé Boni           | Bénin         |       | Bronze                              |
| 9    | Abdourahamane Moussa  | Abdoul Razack Garba Mahamane | Niger         |       | Bronze                              |
| 10   | Abib Alabi            | Oné Eric Ahue                | Côte d'Ivoire |       | Arona Gaye - Babacar Mbengue        |

### 2017 Abidjan (Côte d'Ivoire)

#### Duplicate
5 parties 
| Rang | Nom                    | Pays                             | Score | Podium              | Equipes |
| ---- | ---------------------- | -------------------------------- | ----- | ------------------- | ------- |
| 1    | Gueu Mathieu Zingbé    | Côte d'Ivoire                    |       | Podium              | Equipes |
| 2    | Eugene Lama            | République démocratique du Congo |       | Or                  | Or      |
| 3    | Alassane Sow           | Sénégal                          |       | Or                  | Or      |
| 4    | Patrick Ulrich Seunang | Cameroun                         |       | Gueu Mathieu Zingbé |         |
| 5    | Babacar Mbengue        | Sénégal                          |       | Argent              | Argent  |
| 6    | José Piékoura          | Côte d'Ivoire                    |       | Argent              | Argent  |
| 7    | Ange Bialé             | Côte d'Ivoire                    |       | Eugene Lama         |         |
| 8    | Anselme Sohi           | Côte d'Ivoire                    |       | Bronze              | Bronze  |
| 9    | Oné Eric Ahue          | Côte d'Ivoire                    |       | Bronze              | Bronze  |
| 10   | Ivan Seundjeu          | Cameroun                         |       | Alassane Sow        |         |
| 10   | Julien Affaton         | Bénin                            |       |                     |         |

#### Blitz
4 parties
| Rang | Nom                    | Pays          | Score | Podium                 | Equipes |
| ---- | ---------------------- | ------------- | ----- | ---------------------- | ------- |
| 1    | Patrick Ulrich Seunang | Cameroun      |       | Podium                 | Equipes |
| 2    | Gueu Mathieu Zingbé    | Côte d'Ivoire |       | Or                     | Or      |
| 3    | François Roland Balog  | Cameroun      |       | Or                     | Or      |
| 4    | Mamadou Sanoko         | Côte d'Ivoire |       | Patrick Ulrich Seunang |         |
| 5    | Babacar Mbengue        | Sénégal       |       | Argent                 | Argent  |
| 6    | Arona Gaye             | Sénégal       |       | Argent                 | Argent  |
| 7    | Julien Affaton         | Bénin         |       | Gueu Mathieu Zingbé    |         |
| 8    | Yao Luc Koffi          | Côte d'Ivoire |       | Bronze                 | Bronze  |
| 9    | José Piekoura          | Côte d'Ivoire |       | Bronze                 | Bronze  |
| 10   | Thierry Lathro Lath    | Côte d'Ivoire |       | François Roland Balog  |         |

### 2018 Bamako (Mali)

#### Duplicate
| Rang | Nom            | Pays | Score | Podium | Equipes |
| ---- | -------------- | ---- | ----- | ------ | ------- |
| 1    | Eugene Lama    |      |       | Podium | Equipes |
| 2    | Julien Affaton |      |       | Or     | Or      |
| 3    | Arnaud Mulonda |      |       | Or     | Or      |
| 4    |                |      |       |        |         |
| 5    |                |      |       | Argent | Argent  |
| 6    |                |      |       | Argent | Argent  |
| 7    |                |      |       |        |         |
| 8    |                |      |       | Bronze | Bronze  |
| 9    |                |      |       | Bronze | Bronze  |
| 10   |                |      |       |        |         |
| 10   |                |      |       |        |         |

#### Classique
| Rang | Nom | Pays | Score | Podium | Equipes |
| ---- | --- | ---- | ----- | ------ | ------- |
| 1    |     |      |       | Podium | Equipes |
| 2    |     |      |       | Or     | Or      |
| 3    |     |      |       | Or     | Or      |
| 4    |     |      |       |        |         |
| 5    |     |      |       | Argent | Argent  |
| 6    |     |      |       | Argent | Argent  |
| 7    |     |      |       |        |         |
| 8    |     |      |       | Bronze | Bronze  |
| 9    |     |      |       | Bronze | Bronze  |
| 10   |     |      |       |        |         |
| 10   |     |      |       |        |         |

#### Blitz
| Rang | Nom                    | Pays | Score | Podium | Equipes |
| ---- | ---------------------- | ---- | ----- | ------ | ------- |
| 1    | Gueu Mathieu Zingbé    | CIV  |       | Podium | Equipes |
| 2    | Julien Affaton         | BEN  |       | Or     | Or      |
| 3    | Séri Franck Balou Bi   | CIV  |       | Or     | Or      |
| 4    | François-Xavier Adjovi | BEN  |       |        |         |
| 5    | Arona Gaye             | SEN  |       | Argent | Argent  |
| 6    | Jean-Louis Bassomo     |      |       | Argent | Argent  |
| 7    | Eugene Lama            | CGO  |       |        |         |
| 8    | Maxence Ravel Sambala  | CGO  |       | Bronze | Bronze  |
| 9    | Arnaud Mulonda         | CGO  |       | Bronze | Bronze  |
| 10   | Amar Diokh             | SEN  |       |        |         |

#### Paire
| Rang | Nom | Pays | Score | Podium | Equipes |
| ---- | --- | ---- | ----- | ------ | ------- |
| 1    |     |      |       | Podium | Equipes |
| 2    |     |      |       | Or     | Or      |
| 3    |     |      |       | Or     | Or      |
| 4    |     |      |       |        |         |
| 5    |     |      |       | Argent | Argent  |
| 6    |     |      |       | Argent | Argent  |
| 7    |     |      |       |        |         |
| 8    |     |      |       | Bronze | Bronze  |
| 9    |     |      |       | Bronze | Bronze  |
| 10   |     |      |       |        |         |
| 10   |     |      |       |        |         |